# Честер (округ, Пенсильвания)
Округ Честер (англ. Chester County) располагается в штате Пенсильвания, США. Официально образован в ноябре 1682 года. По состоянию на 2010 год, численность населения составляла 498 886 человека.

## География
По данным Бюро переписи США, общая площадь округа равняется 1968,402 км2, из которых 1958,042 км2 суша и 4,000 км2 или 0,510 % это водоемы.

## Население
По данным переписи населения 2000 года в округе проживает 433 501 жителей в составе 157 905 домашних хозяйств и 113 375 семей. Плотность населения составляет 221,00 человек на км2. На территории округа насчитывается 163 773 жилых строений, при плотности застройки около 84,00-ти строений на км2. Расовый состав населения: белые — 89,21 %, афроамериканцы — 6,24 %, коренные американцы (индейцы) — 0,15 %, азиаты — 1,95 %, гавайцы — 0,03 %, представители других рас — 1,35 %, представители двух или более рас — 1,06 %. Испаноязычные составляли 3,72 % населения независимо от расы.
В составе 35,10 % из общего числа домашних хозяйств проживают дети в возрасте до 18 лет, 60,50 % домашних хозяйств представляют собой супружеские пары проживающие вместе, 8,10 % домашних хозяйств представляют собой одиноких женщин без супруга, 28,20 % домашних хозяйств не имеют отношения к семьям, 22,60 % домашних хозяйств состоят из одного человека, 7,60 % домашних хозяйств состоят из престарелых (65 лет и старше), проживающих в одиночестве. Средний размер домашнего хозяйства составляет 2,65 человека, и средний размер семьи 3,15 человека.
Возрастной состав округа: 26,20 % моложе 18 лет, 7,90 % от 18 до 24, 30,40 % от 25 до 44, 23,80 % от 45 до 64 и 23,80 % от 65 и старше. Средний возраст жителя округа 37 лет. На каждые 100 женщин приходится 96,40 мужчин. На каждые 100 женщин старше 18 лет приходится 93,10 мужчин.
Средний доход на домохозяйство в округе составлял 65 295 USD, на семью — 76 916 USD. Среднестатистический заработок мужчины был 51 223 USD против 34 854 USD для женщины. Доход на душу населения составлял 31 627 USD. Около 3,10 % семей и 5,20 % общего населения находились ниже черты бедности, в том числе — 5,10 % молодежи (тех, кому ещё не исполнилось 18 лет) и 5,50 % тех, кому было уже больше 65 лет.